# Wojciech Błach
Wojciech Błach (ur. 22 maja 1972 w Katowicach) – polski aktor filmowy i teatralny.

## Życiorys
Uczęszczał do Śląskich Technicznych Zakładów Naukowych w Katowicach. W 1999 ukończył Państwową Wyższą Szkołę Teatralną w Krakowie. W latach 1999–2003 i 2008–2009 był aktorem Teatru Nowego im. K. Dejmka w Łodzi. Obecnie współpracuje z Teatrem IMKA w Warszawie.
Z nieformalnego związku z aktorką Kamillą Baar ma syna, Brunona (ur. 2011). 14 maja 2016 ożenił się z Agnieszką Gizą, z którą ma dwóch synów: Jeremiego (ur. 2017) i Norberta (ur. 2022).

## Przedstawienia dyplomowe
- Prorok Ilja T. Słobodzianka, reż. Mikołaj Grabowski
- Pułapka T. Różewicza, reż. Paweł Miśkiewicz

## Spektakle teatralne
- Wieczór Trzech Króli - William Szekspir reż. Maciej Prus (sezon 1995/1996) – Teatr im.Słowackiego Kraków
- Wspólny pokój - Zbigniew Uniłowski reż. Iwona Kempa (sezon 1997/1998) – Stary Teatr Kraków
- Prorok Ilja Tadeusza Słobodzianka reż. Mikołaj Grabowski (sezon 1999/2000) – rola: Aćko – Teatr Nowy Łódź
- Głód Knut Hamsun reż. Paweł Miśkiewicz (sezon 1999/2000) – rola: Subiekt – Teatr Nowy Łódź
- Król Lear W. Szekspir reż. Mikołaj Grabowski (sezon 2000/2001) – Teatr Nowy Łódź
- Beztlenowce Ingmar Vilqist reż. Łukasz Kos (sezon 2000/2001) – główna rola – Teatr Nowy Łódź
- Sen Pluskwy Tadeusz Słobodzianek reż. Kazimierz Dejmek (sezon 2001/2002) – Teatr Nowy Łódź
- Kadisz Grigorij Gorin reż. Remigiusz Brzyk (sezon 2001/2002) – rola: Motł Krawiec – Teatr Nowy Łódź
- Wesele Figara Pierre de Beaumarchais reż. Ondrej Spisak (sezon (2001/2002) – rola: Figaro – Teatr Nowy Łódź
- Kurka Wodna Stanisław I. Witkiewicz reż. Łukasz Kos (sezon 2002/2003) – Teatr Nowy Łódź
- Od dziś będziemy dobrzy Piotr Sala reż. Łukasz Kos (sezon 2002/2003) – Teatr Polski Wrocław
- Merlin Tadeusz Słobodzianek reż. Ondrej Spisak (sezon 2003/2004) – Teatr Narodowy Warszawa
- Absynt Magda Fertacz reż. Aldona Figura (sezon 2005/2006) – Laboratorium Dramatu – Warszawa
- Someone who`ll watch over me Franc Mc Guinness (sezon 2005/2006) – Teatr Konsekwentny – Warszawa
- Miarka za miarkę W. Szekspir reż. Anna Augustynowicz (sezon 2006/2007) – Teatr Powszechny Warszawa
- Franz Halbseks R. Topor reż. Piotr Bikont(sezon 2007/2008) – Stowarzyszenie Teatralne Badów
- Brygada szlifierza Karhana Vasek Kania reż Remigiusz Brzyk (sezon 2008/2009) – Teatr Nowy Łódź
- Król Duch J. Słowacki reż. Łukasz Kos (sezon 2008/2009) – Teatr Nowy Łódź
- Opis obyczajów 3 reż. Mikołaj Grabowski (sezon 2009/2010) – Teatr IMKA Warszawa
- Wodzirej reż. Remigiusz Brzyk (sezon 2010/2011) – Teatr IMKA Warszawa

"Rewizor" reż. Łukasz Kos (2022) – Teatr IMKA

## Filmografia
- 2000–2012: Plebania – Jerzy Tosiek, mąż Irki
- 2000: Sukces – policjant, podwładny inspektora Iwańskiego
- 2001: M jak miłość – zainteresowany kupnem kawalerki Badeckich
- 2002: Haker – policjant na motorze przyjmujący łapówkę od „Kosy”
- 2003–2004: Czego się boją faceci, czyli seks w mniejszym mieście – Jacek Gacuś, przyjaciel Gustawa
- 2003: Tygrysy Europy 2 – mężczyzna w autobusie
- 2004: Opowieści o zwyczajnym szaleństwie (autor tekstu: Petr Zelenka) reż. Łukasz Kos, Teatr TV, rola: Mucha
- 2006: Kryminalni odc. 57 – policjant Marcin Olszowy, wtyka „Rotgera” w komendzie
- 2006: Niania odc. Niania porywaczka – policjant
- 2007: Na dobre i na złe odc. 293 Niewinne Lekarstwo – Marek Skrzypecki, ojciec Kasi
- 2008: Zgorszenie publiczne – Hajnel
- 2009: Generał Nil – „Ubek” aresztujący Fieldorfa
- 2009–2021: Blondynka – Bronek Partyka
- 2010–2012: Szpilki na Giewoncie – Artur Zamojski
- 2010: Nie ten człowiek – policjant
- 2010: Hotel 52 – detektyw
- 2011: Ojciec Mateusz – Muszyński
- od 2011: Na Wspólnej – Wojtek Szulc
- 2012: Prawo Agaty – Marcin, ojciec Julii
- 2013: Wałęsa. Człowiek z nadziei – milicjant
- 2013: M jak miłość – Janusz
- 2013: Czas honoru – pracownik Polskiego Radia
- 2014: Miasto 44 – lekarz
- 2014: Komisarz Alex – trener Bartnik (odc. 78)
- 2015-2025: Pierwsza miłość – Michał Domański, ojciec Krystiana
- 2015: Skazane – Arkadiusz Gąsior
- 2015: Nie rób scen – Jacek Szymański, mąż Moniki
- 2016: Strażacy – Patryk, mąż Joanny (odc. 11)
- 2016: Komisja morderstw – Zieliński (odc. 3)
- 2018: Diagnoza – ojciec Zuzy (odc. 19, 20)
- 2019: Ultraviolet – doktor Robert Szeląg, brat Jakuba (odc. 14)
- 2020: Osaczony – Adrian
- 2021: Mecenas Porada – Jacek Makuch (odc. 2)
- od 2023: Leśniczówka – Horacy Szyk
- 2023: 1670 – szlachcic Gniewko
- 2024: Komisarz Alex – Marek Żmuda, detektyw
- 2025: Królowie - krawiec Johann

## Nagrody
- 1999: II nagroda na Festiwalu Szkół Teatralnych za rolę ojca w Pułapce T. Różewicza w reż. Pawła Miśkiewicza.
- 2009: „Złota Maska” dla najlepszego łódzkiego aktora w sezonie 2008/09 za role w spektaklach Brygada szlifierza Karhana i Król-Duch